# 神田真秋
神田 真秋（神田 眞秋、かんだ まさあき、1951年（昭和26年）10月1日 - ）は、日本の政治家、弁護士。愛知県知事（3期）、一宮市長（3期）などを歴任した。

## 来歴・人物
愛知県中島郡奥町（現・一宮市奥町川崎）生まれ。一宮市立奥小学校、東海中学校・高等学校卒業。高校時代は弁論部に所属し主将を務めた。中央大学法学部在学中の1973年、司法試験に合格。1974年3月、大学卒業。1976年4月、名古屋弁護士会（現・愛知県弁護士会）に弁護士登録。名古屋市東区に弁護士事務所を構える。
1989年9月21日に一宮市長の森鉐太郎が在職中に死去すると、神田は東海高校同窓会関係者を中心とする若手経営者のグループに担がれる。10月9日、旧愛知3区の海部俊樹首相は神田の推薦を決定した。一方、同じ旧愛知3区の江﨑真澄は市助役の福島義信を擁立し、日本社会党と民社党が福島を推したことからこの年の市長選は海部と江崎の代理戦争と化した。公明党は保守同士の政争に巻き込まれることを恐れ、11月2日に自主投票を決定した。11月12日投票の市長選で福島を約1万2千票の大差で破り初当選。
1997年、3期目の当選を果たす。1998年10月23日に全国青年市長会長に就任している。

### 愛知県知事へ
1998年8月4日、愛知県知事の鈴木礼治は「健康上の問題」を理由に5選不出馬を表明。同年9月28日、自由民主党、民主党県連（旧民社党系）、公明党、自由党の4党が、愛知県総務部長の御園慎一郎（当時45歳）を擁立することで合意したことが明らかとなる。引退する鈴木も御園支持を表明した。民主党愛知（旧社会党系）は官僚批判の立場からJR東海常務の志田威を推しており、民主党県連に共闘の申し入れをしたが、県連は10月5日、志田に同調できないと回答した。さらに野中広務官房長官が御園擁立に難色を示す。鈴木は野中に呼ばれ、10月14日に首相官邸を訪れた。野中は「御園じゃだめだよ。省内の序列が乱れる。出向してから早すぎるし、若すぎるんだよ」「もし御園でいくなら、自民党は県政に協力しない」と言い放ち、候補者選びは白紙に戻る。
そこへ浮上したのが神田であった。県内の若手市長や超党派の国会議員、県議らは神田に強い要請を繰り返し、11月27日の新聞報道でその事実が明らかとなった。12月1日、市議会で神田は出馬表明を行った。12月2日、民主党愛知代表の佐藤泰介は上京し、志田威を立てるか神田に一本化するか党本部に判断を求めた。党幹事長の羽田孜は挨拶もそこそこに「神田さんでやれんか。市長選挙でも僕らは彼を推した。いい人物じゃないか」と言い、この言葉により志田擁立の芽は摘まれた。
1999年2月7日の愛知県知事選挙に与野党相乗り（自民党・民主党・公明党・自由党推薦、社民党支持）の候補として立候補。愛知万博に反対する市民グループ「海上の森の万博やめよう県民会議」代表を務める愛知教育大学名誉教授の影山健らを破り初当選した。戦後の公選愛知県知事は4代52年にわたって旧内務省もしくは自治省出身者が務めてきたが、ついにピリオドが打たれた。 
1期目には、公文書公開条例の改正などの改革を手がけ、それまでオンブズマンによる都道府県情報公開度ランキング最下位であったものをランキング5位にまで押し上げた。
2003年の知事選で反万博派のNGO代表、津島市選出の県議会議員らを破り再選。
2005年2月の中部国際空港（セントレア）開港と、同年3月の愛知万博の開催に尽力した。
2007年2月4日に行われた知事選は、当時の民主党代表小沢一郎の意向で民主党の支持が外れたため、1975年の知事選以来32年ぶりに与野党の相乗りが崩れた選挙となった。民主党、社民党、国民新党の推薦を受けた元犬山市長の石田芳弘に僅差で勝利した（神田：1,424,761票、石田：1,355,713票）。マニフェストに国際芸術祭の開催を掲げ、この公約は3年ごとに行う芸術祭、あいちトリエンナーレとして実を結んだ。
2010年9月16日、4選不出馬の意向を表明。2011年2月6日に行われた知事選では後継として、自由民主党愛知県連の擁立候補である元総務省課長補佐の重徳和彦を支援したが、重徳は前衆議院議員の大村秀章に大差をつけられ、次点で落選した。
2014年中部電力の元役員が、裏金2億5千万円から1999年と再選した2003年の知事選告示前、神田宅を訪問し現金300万円と500万円を本人に直接手渡したと証言したが、これを一部認めた。
知事退任後、愛知学院大学大学院特任教授、日本赤十字社愛知県支部支部長、愛知県国際交流協会会長、東海東京調査センター顧問、愛知県スケート連盟会長、愛知芸術文化センター総長、学校法人名城大学理事などを務めた。
2022年、旭日重光章受章。

## 著書
- 『私の文章修行―生涯学習ノート』ぎょうせい、2000年6月。ISBN 978-4324061619。
- 『忙中美あり―身近な美の発見』求龍堂、2009年6月。ISBN 978-4763009227。
- 『君にできないはずがない―“仕事と人生”が輝く38の心得』風媒社、2018年4月20日。ISBN 978-4833153492。